# Incisivosaurus
Incisivosaurus là một chi khủng long, được Xu X. Cheng Y. Wang X. L. & Chang C. mô tả khoa học năm 2002.